# 위대한 배태랑
《위대한 배태랑》은 대한민국의 JTBC에 방송된 예능 텔레비전 프로그램이다.

## 기획 의도
각자의 이유로 체중 감량이 절실한 '배·태(太)·랑(郞)'들의 처절한 다이어트(식이요법) 도전기를 담은 프로그램이다.

## 방송 일정
| 방송 채널 | 방송 기간                        | 방송 시간                            | 비고 |
| --------- | -------------------------------- | ------------------------------------ | ---- |
| JTBC      | 2020년 6월 1일 ~ 2020년 9월 14일 | 매주 월요일 밤 11시 00분 ~ 12시 30분 |      |

## 출연진
- 김용만
- 현주엽
- 안정환
- 정호영
- 정형돈
- 김호중

## 시청률
최저 시청률과 최고 시청률은 시청률 조사회사와 지역별로 시청률에 차이가 있을 수 있습니다.
| 회차 | 방송일   | 시청률         | 시청률 |
| 회차 | 방송일   | AGB 닐슨(전국) |        |
| ---- | -------- | -------------- | ------ |
| 1회  | 6월 1일  | 2.416%         |        |
| 2회  | 6월 8일  | 2.778%         |        |
| 3회  | 6월 15일 | 2.569%         |        |
| 4회  | 6월 22일 | 1.805%         |        |
| 5회  | 6월 29일 | 2.112%         |        |
| 6회  | 7월 6일  | 2.318%         |        |
| 7회  | 7월 13일 | 2.604%         |        |
| 8회  | 7월 20일 | 2.593%         |        |
| 9회  | 7월 27일 | 2.324%         |        |
| 10회 | 8월 3일  | 1.887%         |        |
| 11회 | 8월 10일 | 1.991%         |        |
| 12회 | 8월 17일 | 1.489%         |        |
| 13회 | 8월 24일 | 2.371%         |        |
| 14회 | 8월 31일 | 1.894%         |        |
| 15회 | 9월 7일  | 1.675%         |        |
| 16회 | 9월 14일 | 1.844%         |        |

## 참고 사항
- 김호중 군입대 관계로 종영되었다.
- 《냉장고를 부탁해》 이후 이어진 월요일 밤 11시 징크스를 면치 못했다.

## 같이 보기
- 일요일이 좋다 - 다이어트 서바이벌 빅토리 (SBS)
- 공복자들 (MBC)
- 다이어트